# Marcel Amont
Marcel Amont   (Bordeus, 1 d'abril de 1929 - Saint-Cloud, 8 de març de 2023) fou un famós cantant i compositor francès de música popular en la dècada dels 60 i dels 70. Se'l va considerar, amb Annie Cordy, Line Renaud i Hugues Aufray com un dels darrers grans representants del music-hall a França.
Marcel Amont, fidel als seus orígens bearnesos (els seus pares eren originares del poble aspalès de Borça), va gravar alguns discos en bearnès. Aquests discos contenen cançons tradicionals i textos d'autors clàssics de la literatura bearnesa i gascona, com ara Jacob de Gassion, Xavier Navarrot, Alexis Peyret o Simin Palay. El seu compromís a favor de les lletres occitanes va quedar plasmat al seu llibre Comment peut-on être gascon?

## Àlbums d'estudi

### Discografia en francès
- 1958 : A l'Olympia (en viu)
- 1959 : Bleu, blanc, blond
- 1961 : Dans le coeur de ma blonde
- 1961 : Marcel Amont
- 1962 : Récital 1962
- 1962 : Un mexicain
- 1962 : Ferme tes jolis yeux
- 1962 : Nos chansons de leurs 20 ans
- 1963 : Fantaisie sur des airs d' opérettes
- 1963 : Le barbier de seville
- 1965 : Ah c'qu'on a rigolé dimanche
- 1965 : Chansons des iles et d'ailleurs
- 1975 : Pourquoi tu chanterais pas ?
- 1979 : Un autre Amont
- 1982 : D'hier - d'aujourd'hui
- 2006 : Décalage Horaire
- 2017 : L'éternel amoureux (Compilació)
- 2018 : Intégrale 1956-1962 (Compilació)

### Discografia en occità
- 1962 : Chansons de la vallée d'Aspe, du Béarn et des Pyrénées

- 1979 : Que canta en biarnés

- 1981 : Que conta en bearnés

- 1981 : La Hesta

- 1987 : Marcèu Amont canta los poètas gascons

- 1997 : Marcèu Amont canta los poètas gascons (en CD)